# 89/93: An Anthology
Albums de Uncle Tupelo
Anodyne
(5 octobre 1993)
89/93: An Anthology est une compilation d'Uncle Tupelo sortie en 2002 chez Legacy Recordings. L'album contient des morceaux des quatre albums du groupe. Outdone est une démo de la version de No Depression et Looking Far a Way Out une version acoustique de la version de Still Feel Gone. Seule I Wanna Be Your Dog et Effigy sont inédites.

## Chansons
| 1.          | No Depression                              | A. P. Carter                          | 2 min 20 s |
| 2.          | Screen Door                                | Jay Farrar, Jeff Tweedy, Mike Heidorn | 2 min 43 s |
| 3.          | Graveyard Shift                            | Jay Farrar, Jeff Tweedy, Mike Heidorn | 4 min 44 s |
| 4.          | Whiskey Bottle                             | Jay Farrar, Jeff Tweedy, Mike Heidorn | 4 min 46 s |
| 5.          | Outdone (Démo de 1989)                     | Jay Farrar, Jeff Tweedy, Mike Heidorn | 2 min 58 s |
| 6.          | I Got Drunk                                | Jay Farrar, Jeff Tweedy, Mike Heidorn | 2 min 26 s |
| 7.          | I Wanna Be Your Dog                        | The Stooges                           | 3 min 3 s  |
| 8.          | Gun                                        | Jay Farrar, Jeff Tweedy, Mike Heidorn | 3 min 39 s |
| 9.          | Still Be Around                            | Jay Farrar, Jeff Tweedy, Mike Heidorn | 2 min 44 s |
| 10.         | Looking For A Way Out (Version acoustique) | Jay Farrar, Jeff Tweedy, Mike Heidorn | 2 min 20 s |
| 11.         | Watch Me Fall                              | Jay Farrar, Jeff Tweedy, Mike Heidorn | 2 min 12 s |
| 12.         | Sauget Wind                                | Jay Farrar, Jeff Tweedy, Mike Heidorn | 3 min 31 s |
| 13.         | Black Eye                                  | Jay Farrar, Jeff Tweedy               | 2 min 19 s |
| 14.         | Moonshiner                                 | Jay Farrar, Jeff Tweedy               | 4 min 24 s |
| 15.         | Fatal Wound                                | Jay Farrar, Jeff Tweedy               | 4 min 10 s |
| 16.         | Grindstone                                 | Jay Farrar, Jeff Tweedy               | 3 min 17 s |
| 17.         | Effigy                                     | John Fogerty                          | 5 min 58 s |
| 18.         | The Long Cut                               | Jay Farrar, Jeff Tweedy               | 3 min 19 s |
| 19.         | Chickamauga                                | Jay Farrar, Jeff Tweedy               | 3 min 42 s |
| 20.         | New Madrid                                 | Jay Farrar, Jeff Tweedy               | 3 min 29 s |
| 21.         | We've Been Had (Live)                      | Jay Farrar, Jeff Tweedy               | 3 min 17 s |
| 71 min 21 s |                                            |                                       |            |